# 妮科尔·佩恩 (足球运动员)
妮科尔·奥耶耶米西·佩恩（英語：Nicole Oyeyemisi Payne；2001年1月18日—），美国和尼日利亚女子职业足球运动员，司职后卫，目前效力于波特兰荆棘足球俱乐部和尼日利亚国家女子足球队。她曾代表尼日利亚参加2024年夏季奥林匹克运动会女子足球比赛。